# جوزی توتا
جوسی توتا (انگلیسی: Josie Totah؛ زادهٔ ۵ اوت ۲۰۰۱) هنرپیشه اهل ایالات متحده آمریکا است. وی از سال ۲۰۱۲ میلادی تاکنون مشغول فعالیت بوده‌است.
از فیلم‌ها یا برنامه‌های تلویزیونی که وی در آن نقش داشته‌است می‌توان به دو دختر ورشکسته، جسی، دختر جدید، و مرد عنکبوتی: بازگشت به خانه، دیگر مردم اشاره کرد.
او در سال ۲۰۱۸ آشکار کرد که یک زن ترنس است.